# Charritte-de-Bas
Charritte-de-Bas (Baskisch: Sarrikotapea) is een gemeente in het Franse departement Pyrénées-Atlantiques (regio Nouvelle-Aquitaine) en telt 242 inwoners (2004). De plaats maakt deel uit van het arrondissement Oloron-Sainte-Marie. De plaats ligt in de Baskische provincie Soule

## Geografie
De oppervlakte van Charritte-de-Bas bedraagt 7,4 km², de bevolkingsdichtheid is 32,7 inwoners per km².
De onderstaande kaart toont de ligging van Charritte-de-Bas met de belangrijkste infrastructuur en aangrenzende gemeenten.

## Demografie
Onderstaande figuur toont het verloop van het inwonertal (bron: INSEE-tellingen).